# Masanobu Deme
Masanobu Deme  (jap. 出目 昌伸, Deme Masanobu; * 2. Oktober 1932 in Yōkaichi (heute: Higashiōmi), Präfektur Shiga; † 13. März 2016 in Tokio) war ein japanischer Regisseur.
Deme studierte von 1951 bis 1956 an der Waseda-Universität und begann 1957 als Regieassistent beim Filmstudio Tōhō. 1968 debütierte er als Regisseur mit dem Film Toshigoro. Er produzierte als Regisseur neben Kinofilmen auch zahlreiche Fernsehdramen.

## Filmografie
- 1965: Seishun to wa nanda (Fernsehserie)
- 1968: Toshigoro
- 1970: Sono hito wa onna kyôshi
- 1973: Sotsugyo ryoko
- 1973: Shinobu-ito
- 1974: Kanda-gawa
- 1974: Okita Sôji
- 1974: Oretachi no kôya
- 1975: Oretachi no kunshô (Fernsehserie)
- 1977:  Mitsukubitô (Fernsehserie)
- 1984: Tengoku no eki: Heaven Station
- 1986: Shiroi yabô
- 1986: Genkai tsurezure-bushi
- 1988: Garasu no naka no sho-jo
- 1992: Haha: Inochi yomigaeru hi (Fernsehserie)
- 1992: Asahina Shûhei misuterî 3: Tangoji satsujin jiken (Fernsehserie)
- 1995: Kike wadatsumi no koe Last Friends
- 1996: Kiri no shigosen
- 1999: Fûmon (Fernsehserie)
- 2006: Ode an die Freude